# Мандзій Василь Михайлович

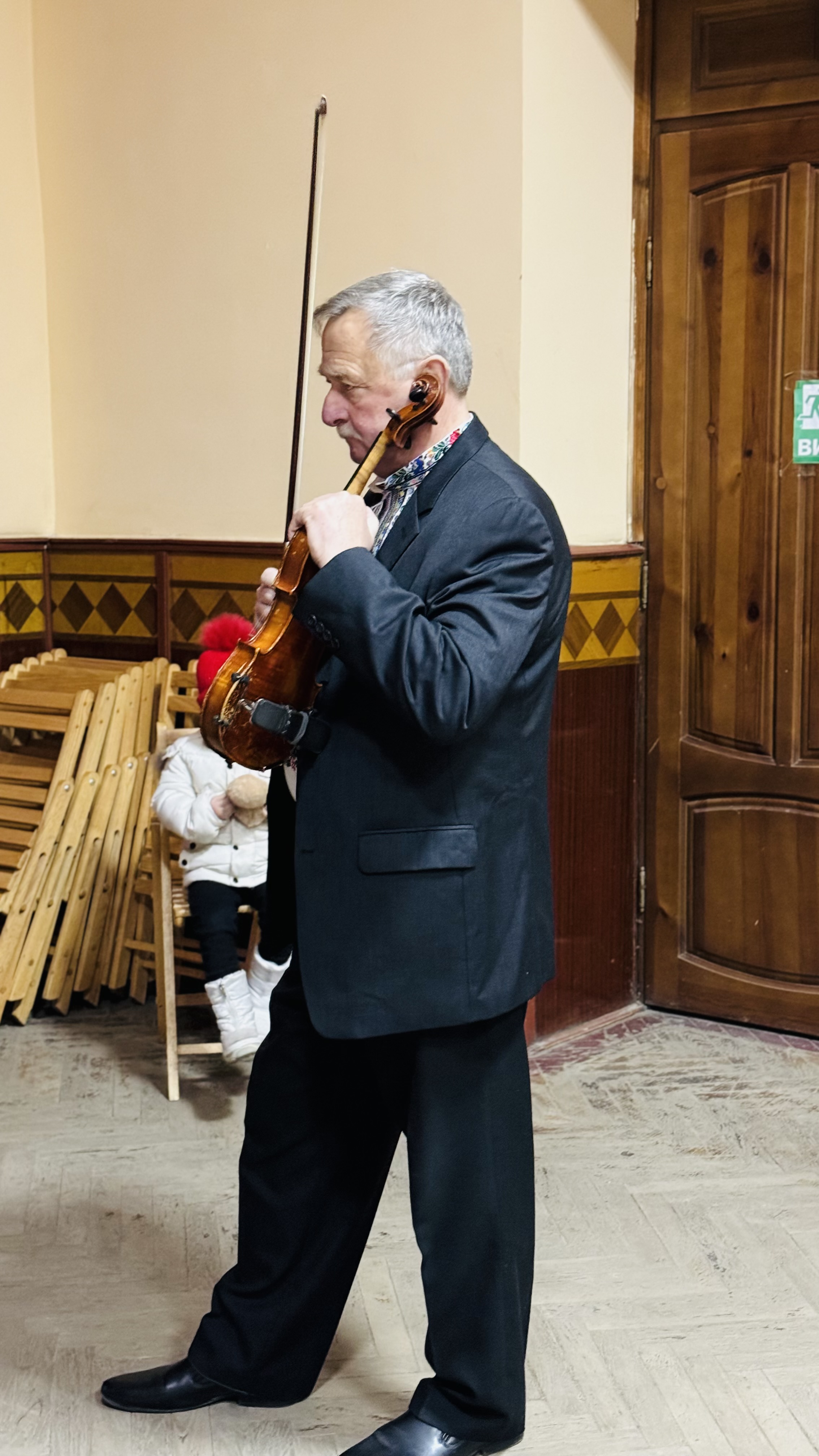

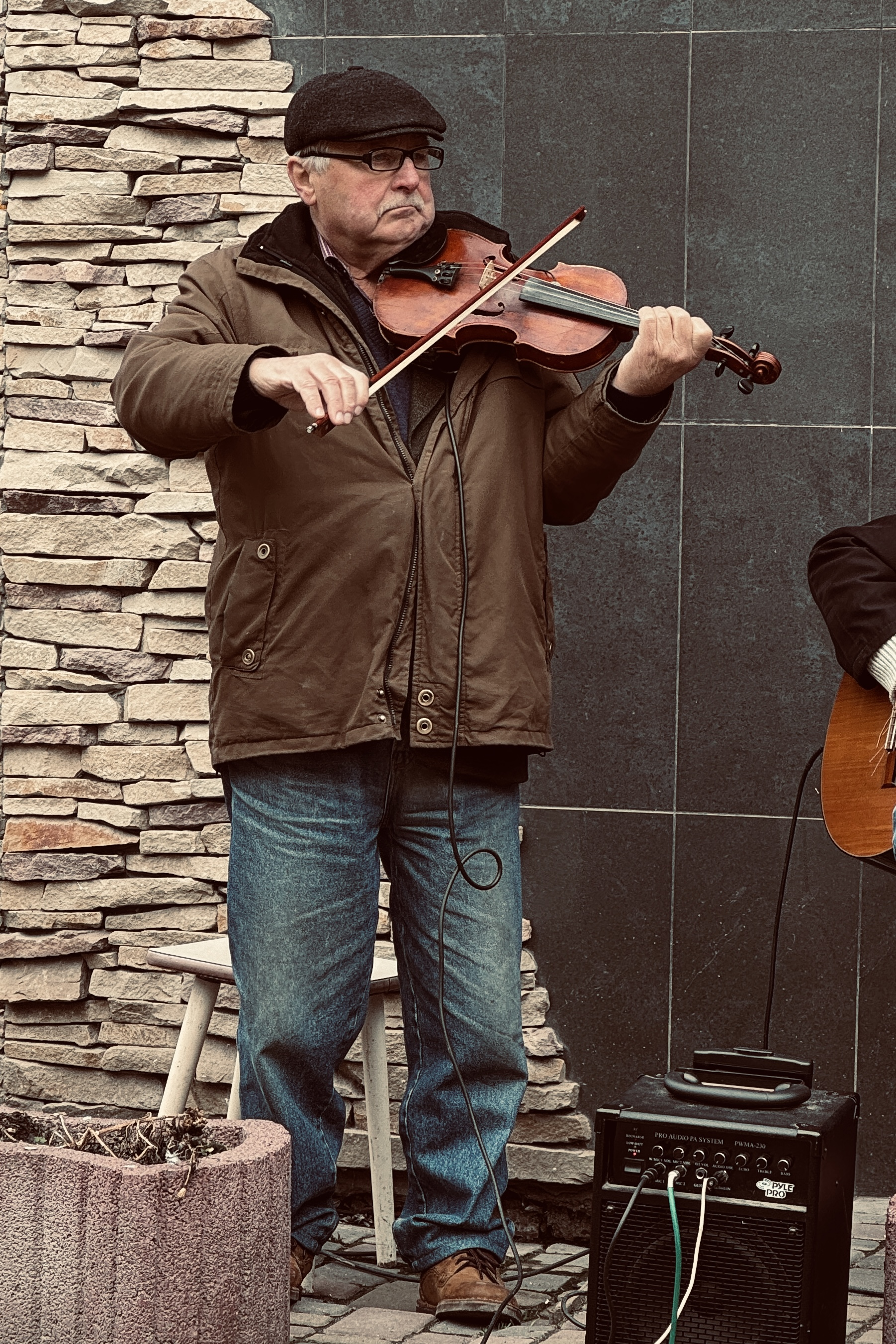

Васи́ль Миха́йлович Мандзій (нар. 23 серпня 1952, м. Тернопіль, нині Україна) — український діяч культури. Заслужений працівник культури України (1999).

## Життєпис
Василь Мандзій народився 23 серпня 1952 року у місті Тернополі.
Закінчив Тернопільське музичне училище (1971), Львівську консерваторію (1988, нині музична академія). Працював у Чортківській дитячій музичній школі (1971—1972), завідувачем відділу культури Чортківської РДА (1992—1993, 1996—2000), заступником начальника управління культури Тернопільської ОДА (1993—1995), директором Тернопільського музичного училища (2000—2003).
Від 2003 року — в Заводській школі естетичного виховання — центр народної творчості Чортківського району.

## Нагороди
- Почесна грамота Міністерства культури і мистецтв України (2002; 2005),
- Диплом «Гран Прі» Всеукраїнського конкурсу козацької пісні «Байда — 2006»,
- інші галузеві нагороди.